# Strangalia wysmukła
Strangalia wysmukła (Strangalia attenuata) – gatunek chrząszcza z rodziny kózkowatych (Cerambycidae).

## Opis
Ciało imago o długości 11-17 mm, bardzo smukłe, szczególnie w tylnej części pokryw. Czarna głowa wydłużona, zwęża się ku końcowi. Oczy duże, czarne. Czułka długie i cienkie, czternastoczłonowe, do połowy czarne, później brązowawe. Przedplecze czarne, podobnie jak pokrywy. Te jednak pokryte są żółtymi plamami, najczęściej zlewającymi się w cztery przepaski. Odwłok ceglastoczerwony, na końcu czarny; u samic czerń także na końcu środkowych segmentów odwłoka. Nogi długie i smukłe, pomarańczowe; trzecia para z czarnymi stopami i obrączkami przy wierzchołkach ud i goleni.

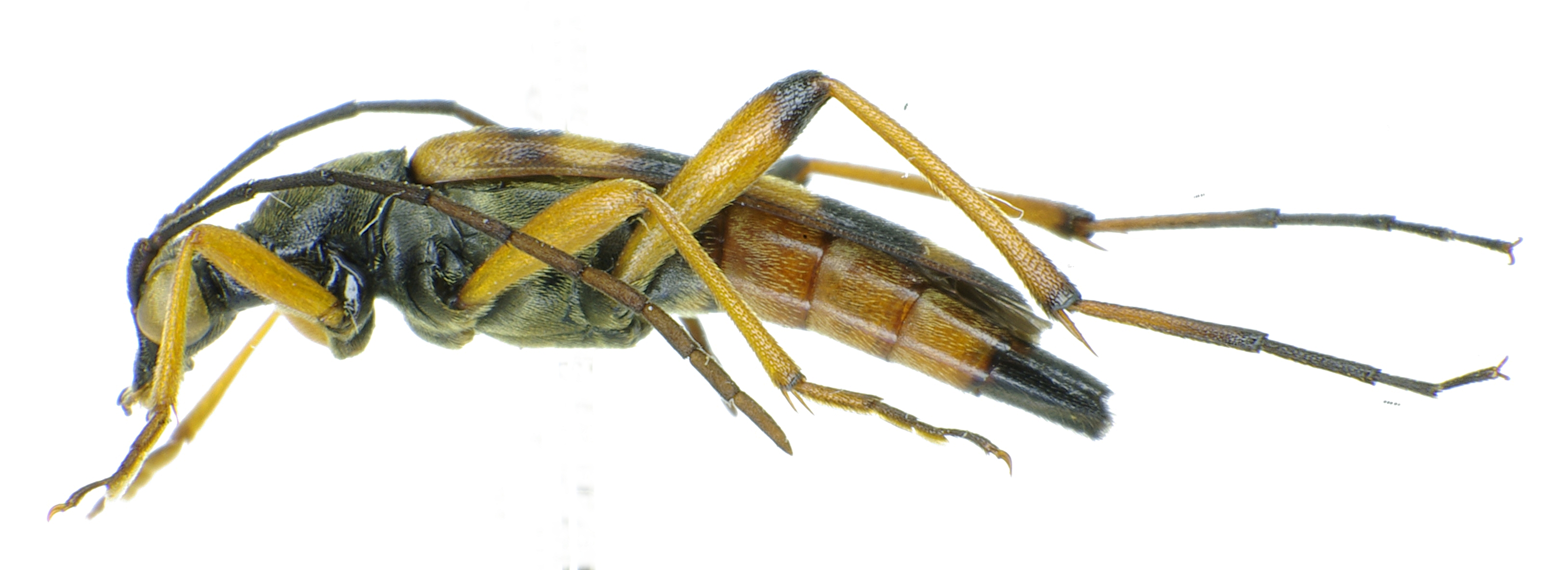
Samiec, widok z boku (widoczne czerwonawe segmenty odwłoka)

## Biologia
Imagines obserwowane od czerwca do sierpnia, na łąkach i polanach położonych na skrajach lasów liściastych lub mieszanych. Żywią się nektarem i pyłkiem kwiatów różnych gatunków roślin, w tym marchwi, barszczów, krwawników czy świerzbnic. W cieplejsze dni aktywnie latają. Samice składają jaja w szczelinach opadłych drzew liściastych, na przykład brzóz, dębów czy olch. Po jakimś czasie wykluwają się saproksylofagiczne larwy, penetrujące martwe drewno w poszukiwaniu pożywienia. Rozwój larwalny trwa około dwóch lat.

## Występowanie
Gatunek palearktyczny. Rozpowszechniony w Europie Środkowej i Wschodniej; w pozostałych częściach kontynentu rzadki lub obecnie niestwierdzany. W Azji notowany z Kaukazu, zachodniej Syberii, Mandżurii, Korei oraz Japonii.
W Polsce strangalia występuje pospolicie i bardzo licznie. Obserwowana na terenie całego kraju.